# Sony Mobile Communications
A Sony Mobile Communications Inc. (korábban Sony Ericsson Mobile Communications AB) egy multinacionális mobiltelefongyártó cég, melynek székhelye Japánban, Tokióban van, és teljes egészében a Sony Corporation tulajdonában áll. Az Ericssont 1987. október 1-jén alapították, majd mint együttműködés a japán Sony és a svéd telekommunikációs eszközgyártó Ericsson között, 2001-től közös telefongyártó cégként Sony Ericsson néven futott, egészen 2012-ig.
A Sony Mobile kutatási és fejlesztési részlegei a világ számos pontján megtalálhatóak: Tokióban, az indiai Csennaiban, a svédországi Lundban, Pekingben és a Szilícium-völgyben. 2012 negyedik negyedévében a Sony Mobile volt a világ negyedik legnagyobb okostelefon-gyártó cége.
Korábban a Symbian operációs rendszer támogatójaként volt híres az okostelefon-piacon. Jelenleg a középkategóriás 10-sorozat, és a prémiumkategóriás 1-sorozat alkotják a cég kínálatát.

## Története

### A kezdetek
Az Amerikai Egyesült Államokban az Ericsson a kilencvenes évek elején a General Electric partnereként megalapította az Ericsson Mobile Communications-t (ECS), mellyel a márkanév megismertetése és az amerikai jelenlét volt a céljuk. Telefonjaik gyártása során az Új-Mexikóban található Philips-üzem chipjeit használták fel. 2000. március 17-én azonban a gyárban tűz ütött ki. A Philips igyekezett megnyugtatni két legnagyobb vásárlóját, az Ericssont és a Nokiát, hogy ez a beszállításoknál legfeljebb egy hetes kiesést jelenthet. Ehhez képest a termelés valójában hónapokra leállt, és az Ericsson komoly alkatrészhiánnyal kezdett el küszködni. A Nokia sikeresen megoldotta a problémát, de az Ericsson így nem tudta bemutatni új termékeit, ráadásul az olcsóbb készülékek kiadásával is fel kellett hagynia, amely veszélybe sodorta a gyártók piacán addig stabilan őrzött harmadik helyét. A mobiltelefonos üzletág eladása is szóba került ekkoriban.
Közben a Sony egy jelentéktelen résztvevője volt a telefonos piacnak, 2000-ben mindössze 1%-os részesedéssel bírtak. 2001 augusztusában aztán a két vállalat úgy határozott, hogy a nehézségeket közösen fogják áthidalni, és egyesítették üzletágaikat. Az Ericsson vállalta a nagyobb részt a teljes Ericsson Mobile Communications-szel, kivéve az Ericsson Mobile Platforms üzletágat. A Sony a készülékgyártó divízióját bocsátotta a cég rendelkezésére. Az újonnan létrejött Sony Ericsson cégnél 3500-an dolgoztak.

### A 2000-es évek
A Sony Ericsson stratégiája az volt, hogy olyan készülékeket dobjanak piacra, amelyek képesek a digitális fényképezésre, kép- és videonézegetésre, egyéb multimédiás képességekre, illetve a személyes információk kezelésére. Beépített kamerájuk és színes kijelzőjük újdonságként hatott megjelenésük idején. Ennek ellenére a kezdeti éveket továbbra is a visszaesés jellemezte. Első igazán sikeres készülékük a Sony Ericsson T610 volt, melyet 2005-ben követett a Sony Ericsson K750i 2 megapixeles fényképezővel. Ugyanebben az évben jelent meg a Walkman-márkanév is, a Sony Ericsson W800i volt az első, kifejezetten zenehallgatásra kihegyezett mobiljuk. Ugyancsak a cégé volt a világ első 5 megapixeles kamerás készüléke (Sony Ericsson K850i), valamint a legelső 8 megapixeles is (Sony Ericsson C905).
2005-ben a Sony Ericsson lett a WTA Tour főszponzora, 6 éven keresztül, 88 millió USD-ért cserébe. Pár hónappal később az UIQ operációs rendszerre építve bemutatták első igazi okostelefonjukat, a Sony Ericsson P990-et. De a cég az Apple iPhone-jának bemutatása után 2007-től ismét nehézségekkel kezdett el küzdeni. Az eladások és a bevételek a negyedére estek vissza, amelyben az iPhone sikerén túl komoly szerepet vállalt a Symbian operációs rendszer alkonya, és az Android operációs rendszer megjelenése. 2008-ban dél-koreai riválisuk, az LG is megelőzte őket, a veszteségek továbbra is hatalmasak voltak, és félő volt, hogy a cég a Motorola sorsára jut. Ám év végén új telefonjaikkal sikerült némi sikert elérniük - mindenesetre ez sem volt elegendő ahhoz, hogy ne kellett volna nagyszabású létszámleépítést eszközölniük. Bezárták több kutatási és fejlesztési részlegüket is, és véget ért az UIQ operációs rendszer fejlesztése és támogatása is.

### 2010-től napjainkig
A cég csak 2010-ben, új androidos okostelefonjaival tudott újra reflektorfénybe kerülni. A Sony eközben egy teljesen új stratégiát kidolgozva szeretett volna jelen lenni a mobilos piacon, s ezért elhatározta, hogy megvásárolja az Ericsson tulajdonrészét a közös cégben, kizárólagos tulajdonává téve azt. 2012. január 26-án az Európai Unió is rábólintott az üzletre, így februárban létrejött a Sony Ericsson helyett a Sony Mobile. Svédországból Japánba a cég teljes egészében 2013-ban költözött. Az első kizárólag Sony név alatt futó telefonok a Sony Xperia S, Sony Xperia U, és Sony Xperia P voltak. A cég stratégiája az lett, hogy teljes egészében felhagynak a hagyományos telefonok gyártásával, és a Sony tapasztalatának felhasználásával kizárólag okostelefonokat készítenek. A klasszikus Sony Ericsson logót a 2012-es év végéig használták, ezután egy új, jellegzetes formatervet dolgoztak ki, melynek központi eleme a telefonok jobb oldalán található alumínium ki/bekapcsoló gomb.

## Termékek
A Sony jelenleg egyfajta terméksorozatra koncentrál, és ez az Xperia. Legelső példánya a még Windows Mobile operációs rendszert futtató Sony Ericsson Xperia X1 volt, azonban ez még nem volt túl sikeres. Az igazi áttörést az Android használata jelentette, és az elsőként ezzel megjelenő Sony Ericsson Xperia X10.
Korábbi termékpalettájának specialitásai:
- BRAVIA - összesen öt készülék készült még 2007-ben ezzel a megjelöléssel, kizárólag Japánban voltak kaphatóak. Ma a márkanév a csúcskategóriás modellek képjavító eljárásánál használatos.
- WALKMAN - 2005-től kezdve használták, a W-sorozatú telefonokon. Az ezzel ellátott telefonok a zenelejátszásra lettek kihegyezve, el voltak látva a széria jellegzetes logójával, valamint a lejátszóhoz kötött dedikált gombbal. Kezdetben csúcskategóriás készülékek voltak, majd egyre inkább áttolódtak az olcsó szegmensbe. Az okostelefonok kora óta a WALKMAN mindössze egy zenelejátszó program az operációs rendszerben.
- Cyber-shot - 2006-tól kezdve a K-sorozatú, majd később a C-sorozatú készülékek voltak ezek a fényképezés minőségét javítandó extrákkal felszerelve. Ezeken a telefonokon mindig volt vaku, gyakran xenon vaku, és autofókuszosak voltak.
- UIQ-okostelefonok - a P-sorozatú készülékek voltak ilyenek a 2000-es évek elején. Jellemzőjük a rezisztív érintőképernyő, QWERTY-billentyűzet, és a Symbian-alapokra épülő UIQ operációs rendszer voltak. Később az M- és G-szériák is kaptak ehhez hasonló funkciókat.
- GreenHeart - olyan telefonok, melyek környezetbarát csomagolásban érkeztek, újrahasznosított anyagokból készültek, és olyan programokat is tartalmaztak, melyek elősegítették a környezetvédelmet.
- QuickShare - a fájlok gyorsabb megosztását elősegítő kialakítás

### Telefon sorozat jelölések
| Sorozat | Almárka              | Jelölés                                                 | Eredet                         |
| ------- | -------------------- | ------------------------------------------------------- | ------------------------------ |
| C       | Cyber-shot           | Kamera telefonok, rendszerint autofókusszal.            | Cyber-shot                     |
| D       | T-Mobile             | T-Mobile-nak készülő telefonok.                         | Deutsche Telekom               |
| F       | Vodafone (részben)   | Vodafone-nak készülő telefonok; Játék központú telefon. | Vodafone / Fun                 |
| G       | -                    | Fejlett adatkommunikációs készülékek.                   | Generation Web                 |
| J       | -                    | Alsókategóriás sorozat.                                 | Junior                         |
| K       | Cyber-shot (részben) | Több kategóriában jelen van.                            | Kamera (Kamera, svédül)        |
| M       | -                    | Üzleti készülékek.                                      | Messaging                      |
| P       | -                    | Okostelefonok.                                          | PRO                            |
| R       | -                    | Telefonok beépített AM/FM rádióval.                     | Radio                          |
| S       | -                    | Divat és kamera telefonok.                              | Swivel, Slider, Snapshot       |
| T       | -                    | Minőségi, fémburkolatú kamerás telefonok (az újabbak).  | Tala ("Beszélni" szó svédül)   |
| V       | Vodafone             | Vodafone-nak készülő telefonok                          | Vodafone                       |
| W       | Walkman              | Zene központú telefonok.                                | Walkman                        |
| X       | Sony Xperia          | Csúcskategóriás telefonok.                              | Xperia                         |
| Z       | -                    | Kagyló telefonok.                                       | Ze Bobber (Ismeretlen eredetű) |

## Az interneten
A Sony népszerűsítése az interneten is folyik. A Sony Mobile hivatalos oldalán (lásd lejjebb) frissülő információk, képek és bemutató videók szerepelnek a gyártó minden egyes telefonjáról. Ezen felül
egy készülék "kipróbálására" is van lehetőség. Nemzetközileg két nagy oldal működik ebben a témában, SE-nse és SEMC blog néven. Friss híreket, előzeteseket és be nem jelentett telefonok információit teszik közzé a több tízezer felhasználónak.

### Magyar oldalak
Ma több hazai weboldal is foglalkozik a Sonyval, ezek közül kiemelendő a SE-portál és a SE-ria.
A jobb képességű készülékek megjelenését követően jó minőségű java alapú játékok kerültek gyártásra.
Ezzel egy időben -mivel magyar nyelven nem készültek- próbálkozások születtek az elkészült játékok Magyar nyelvre fordításához.
Az első komolyabb próbálkozást 2009. március 23-án a Game-Seeker csapat tette. Létrehoztak egy csapatot, amely ezt a célt tűzte ki magának, de sajnos megalakulásuk óta semmi hír nincs róluk, valószínűleg felbomlottak.
A második próbálkozást a Lespanol - first CLASS translations csapat tette, ők is egy csapatba tömörültek csak egy célt tartva szem előtt: Magyar mobil játékot mindenkinek! A csapat még mindig életben van és ontják a kiváló minőségű Magyarra fordított játékokat.

## Fordítás
- Ez a szócikk részben vagy egészben  a   Sony_Ericsson című angol Wikipédia-szócikk fordításán alapul.  Az eredeti cikk szerkesztőit annak laptörténete sorolja fel. Ez a jelzés csupán a megfogalmazás eredetét és a szerzői jogokat jelzi, nem szolgál a cikkben szereplő információk forrásmegjelöléseként.

### Hivatalos oldalak
- Sony Mobile Communications AB – Hivatalos oldal
- Ericsson.com
- Sony.com
- Sony Ericsson modellek magyar nyelvű mobiltesztjei Archiválva 2011. február 2-i dátummal a Wayback Machine-ben

### Fejlesztői oldalak
- Sony Mobile Fejlesztői weboldala (Hivatalos) Archiválva 2018. február 24-i dátummal a Wayback Machine-ben